# Ren Furuyama
Ren Furuyama (japanisch 古山 蓮 Furuyama Ren; * 11. November 1998 in der Präfektur Okinawa) ist ein japanischer Fußballspieler.

## Karriere
Furuyama begann mit dem Fußballspielen in der Jugendmannschaft des FC Gracia Sagamihara. Dort unterschrieb er 2017 seinen ersten Vertrag. Danach spielte er bei Setagaya City FC. 2019 wechselte er nach Yokohama zum Drittligisten YSCC Yokohama.